# Guðmundur Reynir Gunnarsson
Guðmundur Reynir Gunnarsson, (ur. 21 stycznia 1989) – islandzki piłkarz grający na pozycji pomocnika.  Wychowanek Reykjavíkur, w którym występuje, z kilkumiesięczną przerwą, aż do chwili obecnej. W reprezentacji Islandii zadebiutował w 2008 roku. Ma na koncie trzy występy w kadrze.